# Cricotopus gelidus
Cricotopus gelidus är en tvåvingeart som först beskrevs av Jean-Jacques Kieffer 1922.  Cricotopus gelidus ingår i släktet Cricotopus och familjen fjädermyggor. Arten är reproducerande i Sverige. Inga underarter finns listade i Catalogue of Life.